# Pisulia pinheyi
Pisulia pinheyi is een schietmot uit de familie Pisuliidae. De soort komt voor in het Afrotropisch gebied.